# Bankaktiebolaget Södra Sverige

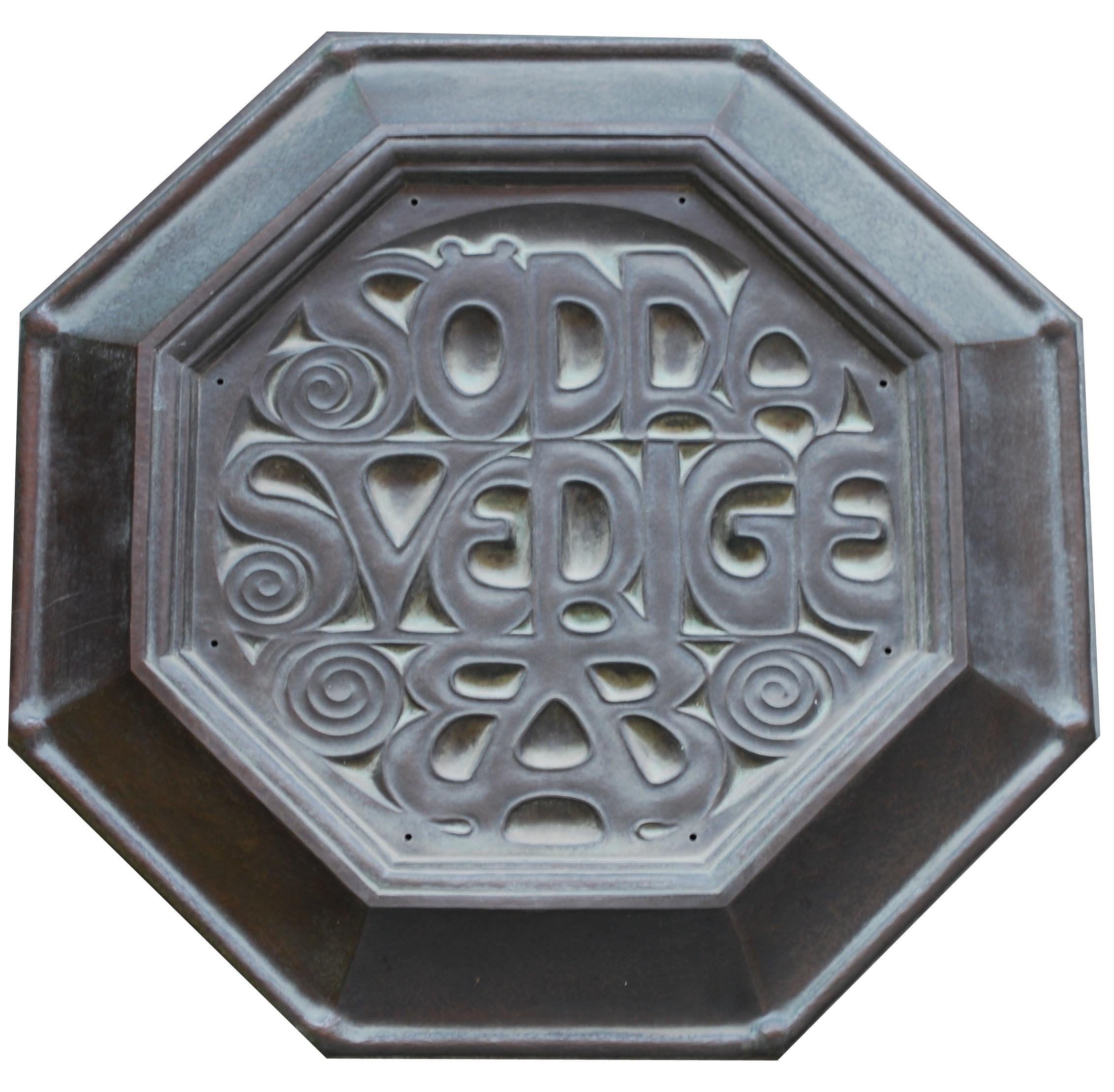
Bankens oktagon på bankpalatset på Arsenalsgatan 6 i Stockholm MB.

Bankaktiebolaget Södra Sverige var en privat affärsbank med säte i Helsingborg. 
Banken grundades 1901 då den övertog den bankrörelse som sedan 1865 drivits av Kristianstads enskilda bank. Ett bankpalats enligt Alfred Hellerströms ritningar påbörjades 1902 och stod färdigt 1904. År 1906 övertog man Kalmar enskilda bank och Oskarhamns folkbank och året därpå inköptes Gotlands enskilda bank. År 1917 uppgick Borås enskilda bank i aktiebolaget.
Banken och dess 67 kontor förvärvades 1919 av Stockholms Handelsbank som i och med affären bytte namn till Svenska Handelsbanken. Den oktagon som länge fungerade som logotyp för den nya banken var ett arv från Bankaktiebolaget Södra Sverige.